# رابرت ویتاکر (ورزشکار)
رابرت ویتاکر (انگلیسی: Robert Whittaker؛ زادهٔ ۲۰ دسامبر ۱۹۹۰) ورزشکار هنرهای رزمی ترکیبی و کاراته‌کا اهل نیوزیلند است. وی از سال ۲۰۰۹ میلادی تاکنون مشغول فعالیت بوده است.
او در حال حاضر در بخش میان وزن مسابقات قهرمانی مبارزه نهایی (سازمان یواف‌سی) رقابت می‌کند، جایی که او قهرمان سابق دسته میان وزن یواف‌سی و اولین استرالیایی است که قهرمانی یواف‌سی را به دست آورده است. از ۱۲ اوت ۲۰۲۵، او در رتبه هشتم رده‌بندی میان وزن یواف‌سی قرار دارد.
ویتاکر، که از سال ۲۰۰۹ یک مبارز حرفه‌ای ام‌ام‌ای است، در اولین سری از مسابقات The Ultimate Fighter شرکت کرد و در مسابقات دسته میان وزن برنده شد. ویتاکر پس از کسب عنوان قهرمانی در یواف‌سی ۲۱۳، قهرمان موقت میان وزن شد. او پس از اینکه جورج سنت پیر در سال ۲۰۱۷ از مسابقات میان وزن یواف‌سی کناره‌گیری کرد، به قهرمان بلامنازع ارتقا یافت.